# Zákon o Antarktidě
Zákon o Antarktidě (plným názvem zákon č. 276/2003 Sb. zde dne 6. srpna 2003, zákon o Antarktidě a o změně některých zákonů, zkráceně též zákon č. 276/2003 Sb., zákon o Antarktidě a o změně některých zákonů, nebo jenom zákon č. 276/2003 Sb. či zákon o Antarktidě a o změně některých zákonů) je zákon České republiky, jehož účelem je zajistit dodržování Smlouvy o Antarktidě. Smlouva o Antarktidě byla sjednána 1. prosince 1959 ve Washingtonu a upravuje právní postavení území Antarktidy, mezinárodní vědeckou spolupráci, demilitarizaci a chrání tamější faunu a flóru. Tehdejší prezident smlouvu podepsal až 29. března 1962 a na základě toho byl českou administrativou přijat zákon o Antarktidě, který má zajistit dodržení podmínek sjednaných ve Washingtonu. Zákon byl přijat dne 6. srpna 2003.
Zákon nabyl účinnosti dne 31. března 2005, tedy dnem kdy byl do Sbírky mezinárodních smluv zapsán Madridský protokol, který doplňuje Smlouvu o Antarktidě, s primárním zaměřením na ochranu antarktického životního prostředí.

## Historie zákonných opatření spůsobností vAntarktidě

Mapa Antarktidy

Získání území Antarktidy bylo od jejího objevení v roce 1820 ruskými mořeplavci cílem několika mocností. Hlavními důvody zájmu o území byly zdroje v přilehlých vodách, možná naleziště nerostných surovin a mimo to byla Antarktida jediným územím, které nezvládla žádná země kolonizovat.
Na území Antarktidy si v první polovině 20. století vzneslo 7 států nárok. Patřila mezi ně Velká Británie, Nový Zéland, Austrálie, Francie, Norsko, Chile a Argentina. Tyto nároky na území se vzájemně překrývaly a v jednu chvíli hrozil i konflikt mezi Británií a jihoafrickými státy. Utišit konflikt se podařilo Mezinárodním geofyzikálním rokem, kde spolu spolupracovalo 64 zemí, jejichž cílem bylo získat poznatky o Zemi. Na geofyzikální rok navazovala konference ve Washingtonu, kde byla mimo jiné sjednána Smlouva o Antarktidě, která se stala základním právním pramenem působícím na území Antarktidy a přilehlých ostrovech. Smlouvu podepsalo spolu s ostatními zeměmi Sovětského svazu i ČSR, a to v roce 1962. Od té doby byl ke smlouvě přidán Protokol o ochraně životního prostředí Antarktidy ke Smlouvě o Antarktidě, neboli Madridský protokol. 
Česká republika v roce 2013 získala tzv. konzultativní status, který jí dává pravomoc k aktivnímu podílení se na regulaci využívání Antarktidy, rozhodování o její budoucnosti a hlasovací právo na Konzultativních shromážděních smluvních stran. Tento status jí dopomohl získat i významný vědecký výzkum, který ČR v antarktické oblasti provádí.

## Obsah zákonné úpravy

### Účel a předmět zákona
Účelem českého zákona č. 276/2003 Sb. je dodržení ratifikované Smlouvy o Antarktidě a implementace práv a povinností pro občany ČR, právnické osoby se sídlem v ČR nebo osoby s trvalým pobytem v ČR účastnících se na činnosti v Antarktidě a práv a povinností pro cizince, kteří se účastní české expedice do Antarktidy.

### Vymezení základních pojmů
Vymezení působnosti zákona a to v oblasti na jih od 60. rovnoběžky jižní šířky. Vysvětlení pojmů zmíněných v zákoně, jako je životní prostředí Antarktidy, škodlivé kapaliny nebo ropa.

### Zásady ochrany a využívání Antarktidy
Zákon popisuje chování návštěvníků Antarktidy a to tak, aby bylo v souladu s mezinárodními smlouvami a neohrožovalo životní prostředí (zákaz poškozování životního prostředí, historických míst či památníků).
Dále zakazuje těžbu nerostných surovin, a to i jejich vyhledávání, sběr nerostů a paleontologických nálezů. Obojí s výjimkou vědecké činnosti. 

### Podmínky pro provádění činností vAntarktidě
Zákon líčí postup před prováděním činnosti v Antarktidě. Česká osoba musí nejpozději 60 dní před dnem plánovaného vstupu do Antarktidy podat ohlášení na Ministerstvu životního prostředí o své zamýšlené činnosti. Tou může být i námořní plavba nebo přelet letadlem. Ohlášení musí obsahovat:
a) u fyzických osob jméno, příjmení, datum narození, státní příslušnost a místo trvalého pobytu nebo u zahraničních fyzických osob místo bydliště,
b) u právnických osob název a právní forma, sídlo, identifikační číslo osoby a identifikační údaje podle písmene a) u fyzických osob, které budou provádět činnost v Antarktidě jménem právnické osoby,
c) v případě společné žádosti kromě náležitostí podle písmen a) a b) též seznam osob, které budou provádět činnosti v Antarktidě společně,
d) popis činností, které budou prováděny českými osobami v Antarktidě,
e) označení místa, kde budou činnosti v Antarktidě prováděny, a místa pro doručování písemností,
f) vymezení období předpokládaného pobytu a provádění činností v Antarktidě.
Povolení pro činnost v Antarktidě vydávané Ministerstvem zahraničních věcí potřebuje česká osoba pouze v případě, že se jedná o:
a) pobyt v Antarktidě delší než 30 dní nebo ve skupině více než pěti osob,
b) provádění vědeckého výzkumu v Antarktidě,
c) odběr nerostů nebo paleontologických nálezů v Antarktidě a jejich vývozu v rámci vědeckého výzkumu nerostných zdrojů z Antarktidy,
d) výstavbu, přestavbu nebo odstraňování české stanice a jiných objektů a zařízení v Antarktidě,
e) vstup na zvláště chráněné antarktické území,
f) zasahování do populací nebo stanovišť geograficky původních rostlin a živočichů v Antarktidě,
g) odběr zvláště chráněných antarktických druhů rostlin a živočichů,
h) dovoz geograficky nepůvodních druhů rostlin, živočichů a mikroorganismů do Antarktidy,
i) dovoz látek nebo přípravků nebezpečných životnímu prostředí Antarktidy a stanovených prováděcím právním předpisem do Antarktidy,
j) organizovanou turistickou výpravu
Žádost o povolení musí obsahovat stejné údaje jako předešlé ohlášení. 
Všechny potřebné dokumenty jsou osoby povinny nosit u sebe, a to po celou dobu pobitu v Antarktidě.

### Ochrana fauny a flóry Antarktidy
Zákon dále zakazuje jakýkoliv zásah do tamějšího životního prostředí, s výjimkou povolení vydaným Ministerstvem zahraničních věcí.

### Další témata zákona
Zákon se dále věnuje
- nakládání s odpadem
- dovozu některých látek
- ochraně před znečištěním moře
- postupům Ministerstva životního prostředí a Ministerstva zahraničních věcí
- kontrole dodržování zákona a všech jeho náležitostí
- sankcím za porušení zákona
- přechodným ustanovením[10]